# انتشارات سیبیدو
انتشارات سیبیدو (به ژاپنی: 成美堂出版) یکی از انتشارات ژاپنی است که دفتر اصلی آن در توکیو، شینجوکو قرار دارد. این انتشارات در سال ۱۹۴۹ تأسیس شده و در سال‌ ۱۹۶۹ میلادی دوباره سازمان بندی شده‌است. تا بحال بیشتر کتاب‌های خانه‌داری عملی، راهنمای شرایط کار، کتاب‌های کسب و کار، راهنماهای سفر، کتاب‌های زبان و کتاب‌های کودکان را منتشر کرده‌است.  